# Daniel Albadalejo
Daniel Albaladejo (Cartagena, 23 de desembre de 1971) és un actor espanyol. Va estudiar a l'Escola Superior d'Art Dramàtic de Múrcia entre els anys 1991 i 1994.
Com a actor de teatre ha participat en més de 30 obres, algunes tan importants com La visita de la vieja dama, La fundación d'Antonio Buero Vallejo i San Juan, totes al Centro Dramático Nacional. Rostre molt conegut de la pantalla petita per sèries com Hospital Central, El Súper, Aquí no hay quien viva o Camera Café.

## Filmografia

### Cinema
- La madriguera (2016)[4]
- Tea & Sangria (2013)
- Entre el cielo y el mar (2013)
- El asombroso mundo de Borjamari y Pocholo (2004)
- Navidad en el Nilo (2002)
- Zapping (1999)

### Televisió
- Servir y proteger (2019) a TVE com Pedro Iriarte
- El accidente (2017-2018) a Telecinco com Julián
- Sé quién eres (2017) a Telecinco com Yeyo
- Chiringuito de Pepe (2016) a Telecinco com Francisco José Buitrago "El Ternerilla".
- Amar es para siempre (2015) a Antena 3 com Felipe Barbate.
- Isabel (2012-2013) a TVE com Alfons V de Portugal.
- Aída (2011) en Telecinco com pres.
- Hoy quiero confesar (2011) com Jorge Martín.
- Acusados (2009-2010) a Telecinco com Diego Luque.
- ¡Fibrilando! (2009) a Telecinco com Benito Avendaño.
- Camera Café (2005-2009) a Telecinco com Benito Avendaño.
- Hospital Central (2003) a Telecinco.
- Aquí no hay quien viva (2003) a Antena 3.

### Teatre
- El Caballero de Olmedo (2018), d'Eduardo Vasco
- Malvados de oro (2016), de José Bornás
- Reikiavik (2015), de Juan Mayorga
- La lengua en pedazos (2015), de Juan Mayorga
- Otelo (2014), de Shakespeare
- ¡Ay Carmela! (2013), de José Sanchis Sinisterra
- La Estrella de Sevilla (2009), de Lope de Vega.
- El castigo sin venganza (2006), de Lope de Vega.
- Pares y Nines de José Luis Alonso de Santos.
- Bajarse al moro de José Luis Alonso de Santos.
- Don Quijote. Versió de Bolev Polivka dirigit per Carlos Trafic.
- Rey negro, d'Ignacio del Moral, amb direcció d'Eduardo Vasco.
- Alesio, de Ignacio García May, dirigit per F.G. Vicente
- San Juan, de Max Aub, director Juan Carlos Pérez de la Fuente.
- La fundación, de Buero Vallejo, director Juan Carlos Pérez de la Fuente.
- La visita de la vieja dama, de Friedrich Dürrenmatt director Juan Carlos Pérez de la Fuente.
- Don Juan Tenorio, dirigit per Eduardo Vasco per la CNTC.
- La fuerza lastimosa de Lope de Vega sota la direcció d'Eduardo Vasco.
- La diversión del huésped, de Joe Orton, sota la direcció d'Eduardo Vasco.
- Sueños y Folias, de Ignacio García May, dirigit per Josep M. Mestres i Jordi Savall.
- Psicosis 4.48, de Sarah Kane dirigit per Guillermo Heras.
- Ganas de matar en la punta de la lengua, de X. Durringer dirigit per Guillermo Heras.
- La negra, de Miguel Cruz González dirigit per Guillermo Heras.
- Auto de la Sibila Casandra de Gil Vicente, amb direcció d'Ana Zamora.
- La bella Aurora, de Lope de Vega, amb direcció d'Eduardo Vasco.
- Don Juan Tenorio, amb direcció d'Eduardo Vasco.
- Hamlet, de Shakespeare, amb direcció d'Eduardo Vasco.
- Noche de Reyes, de Shakespeare, amb direcció d'Eduardo Vasco.

## Premis
- Premi Unión de Actores al millor actor de repartiment de televisió: pel paper de Benito a Camera Café (2005).